# Darcy Blake
Darcy James Blake (nacido el 13 de diciembre de 1988) es un exfutbolista galés. Fue internacional con la selección galesa. Se desempeñaba normalmente como defensor y centrocampista.
Comenzó su carrera como jugador juvenil en Cardiff City antes de hacer su debut profesional a la edad de 17 años en 2006. Durante la temporada 2009-10, pasó un tiempo en préstamo con Plymouth Argyle. Se retiró en 2014 con la camiseta del Newport County AFC.

## Trayectoria

### Cardiff City
Blake hizo su debut profesional el 17 de abril de 2006 contra Crewe Alexandra en el Campeonato de la Liga de Fútbol, luego de que varios jugadores del primer equipo se lesionaran, reemplazó a Jeff Whitley en tiempo de descuento en el empate 1–1 de su equipo.
El 20 de febrero de 2007, Blake jugó su primer partido de la temporada en un partido contra West Bromwich Albion; donde el Cardiff perdió el partido 1–0.
Capaz de jugar en varias posiciones diferentes, Blake se ganó la reputación de ser un jugador versátil que jugó como defensor central, lateral derecho, centrocampista y volante por derecha de Cardiff en su primera temporada en la cual disputó todos los partidos.

### Plymouth Argyle
El 28 de agosto de 2009, Blake firmó con el club Plymouth Argyle en calidad de préstamo hasta enero de 2010, debutando al día siguiente en una derrota por 3-1 ante Sheffield Wednesday. En su quinta aparición para el equipo, fue expulsado por primera vez en su carrera profesional durante un empate 1–1 con Ipswich Town el 24 de octubre de 2009, luego de una falta sobre el futbolista Jonathan Walters. Plymouth apeló la decisión pero la tarjeta roja fue confirmada y posteriormente fue suspendido por tres partidos. Blake completó su préstamo en Plymouth el 31 de diciembre de 2009 y regresó a Cardiff.

### Regreso a Cardiff

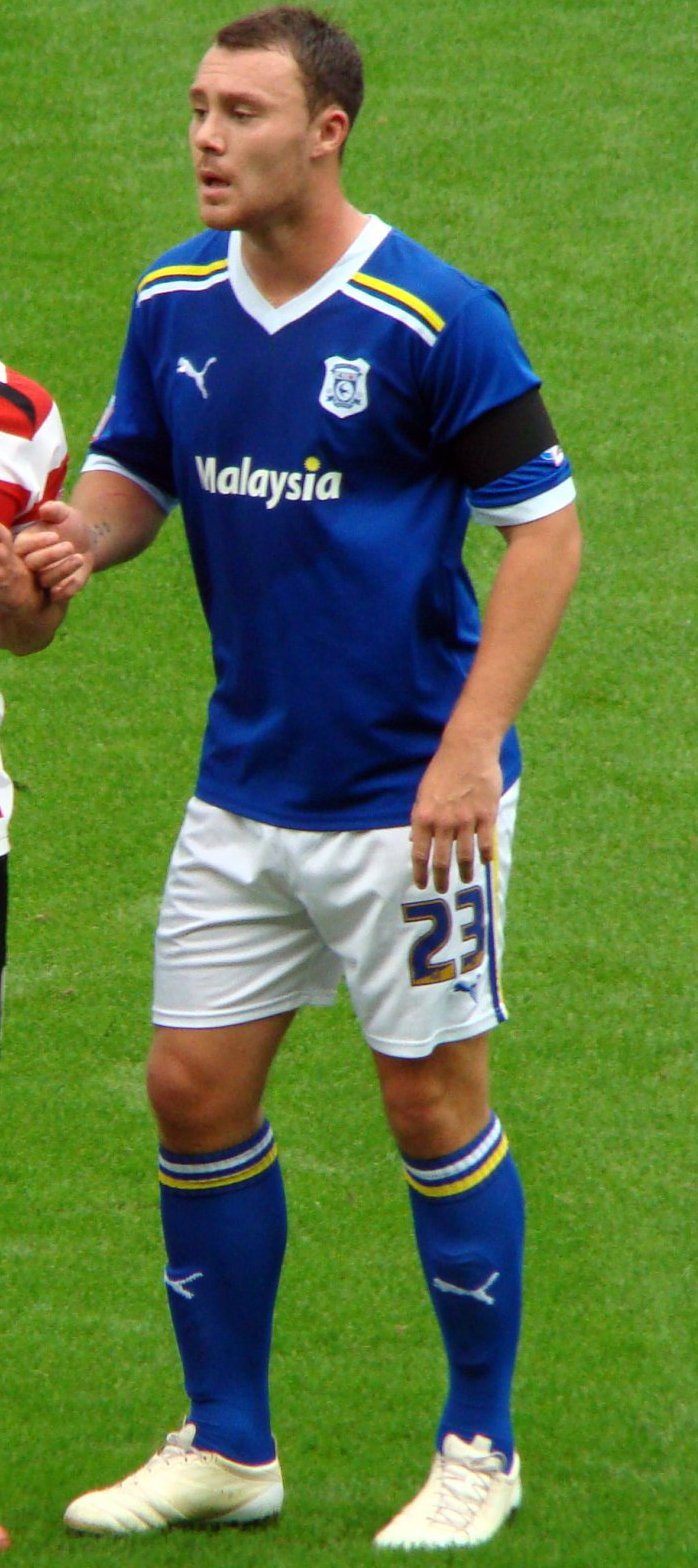
Blake jugando para Cardiff Ciudad en 2011

En su regreso a Cardiff, Blake fue incorporado de inmediato con el primer equipo donde fue al banco de suplentes en un partido de repetición de la tercera ronda de la FA Cup contra Bristol City. Fue titular en la cuarta ronda de la copa contra Leicester City cuatro días después. Las lesiones del capitán del club Mark Hudson y Gabor Gyepes permitieron a Blake establecerse como lateral o como defensa central junto a Anthony Gerrard. Hizo un total de 24 apariciones y ayudó al equipo a alcanzar los play-offs del Campeonato antes de perder 3-2 ante Blackpool en la final de la eliminatoria por el tercer ascenso a la Premier League. 
Blake media temporada del 2011–12 de Cardiff debido a una lesión, pero regresó en un empate 1–1 ante Burnley el 20 de agosto de 2011, sustituyendo a Joe Mason. Su partido número 100 en Cardiff fue contra Portsmouth el 27 de agosto, que también fue su primer partido de la liga en la temporada. A pesar de ser un jugador regular a nivel internacional para la Selección de Gales, Blake luchó por establecerse en el primer equipo en Cardiff, 
Al final de la temporada, jugó en la Final de la Copa de la Liga de Fútbol (FA Cup) de 2012, reemplazando a McNaughton en tiempo extra. Cardiff iba a perder ante el Liverpool por medio de la tanda de penales. El 9 de agosto de 2012, Blake rechazó los nuevos términos en Cardiff, para renovar su contrato y el 22 de agosto, Blake entró en conversaciones con Crystal Palace para ser transferido.

### Crystal Palace
Con el vencimiento de su contrato al final de la temporada, el jugador y su presidente aceptaron una oferta de £ 350,000 de Crystal Palace para evitar que Blake se fuera en una transferencia gratuita el verano siguiente.
Hizo su debut con el Palace el 25 de agosto de 2012 en una derrota por 2-1 ante Middlesbrough. Después de aparecer inicialmente en el primer equipo, fue apartado del equipo y no apareció en Palace después de diciembre de 2012 debido a problemas físicos. Permaneció con el Palace después que el equipo lograra la promoción a la Premier League, pero no hizo más apariciones y el 31 de enero de 2014, su contrato fue rescindido en un acuerdo mutuo entre el jugador y el club después de hacer solo 10 apariciones en la liga.

### Newport County
El 20 de marzo de 2014 Blake fichó para el Newport County Association Football Club.
Debutó con Newport en un partido de la Football League One contra Torquay United el 22 de marzo. Permaneció en Newport hasta el final de la temporada 2013-14, haciendo 7 apariciones. Aunque sostuvo conversaciones con el club sobre una extensión de contrato, no pudo acordar con el club y puso punto final a su carrera como futbolista.

## Carrera internacional
En mayo de 2008 recibe su primera convocatoria para la selección galesa
Blake hizo su debut internacional el 12 de octubre de 2010 ante Suiza en Basel. Juega su segundo partido contra Escocia, en la Copa de Naciones, donde Gales perdió 3–1. El 10 de agosto de 2011 Blake anotó su primer gol con el conjunto nacional en una derrota 2 a 1 contra Australia.
Una suspensión de su compañero James Collins significó que Blake sería titular en el juego siguiente contra Montenegro como centrocampista, para encarar la clasificación a la Eurocopa 2012.

### Estadísticas en la Selección
| Selección                    | País            | Año             | PJ | G | A |
| ---------------------------- | --------------- | --------------- | -- | - | - |
| Selección de fútbol de Gales | Gales           | 2010 - 2012     | 14 | 1 | 1 |
| Total Selección              | Total Selección | Total Selección | 14 | 1 | 1 |

## Títulos
Cardiff
- Subcampeón de la FA Cup: 1

2007–08